# Sheila on 7
Sheila on 7 – indonezyjski zespół muzyczny grający pop/rock. Został założony w 1996 roku w Yogyakarcie.
W 1999 roku wydali swój pierwszy album pt. Sheila on 7, który stał się dużym sukcesem komercyjnym. Ich album Kisah Klasik untuk Masa Depan z 2000 r. sprzedał się w nakładzie 1,7 mln egzemplarzy, jeszcze zanim minął rok od jego premiery.
Ich debiutancki album Sheila on 7 został sklasyfikowany na pozycji 33. w zestawieniu 150 indonezyjskich albumów wszech czasów, opublikowanym na łamach lokalnego wydania magazynu „Rolling Stone”. Ponadto lokalne wydanie magazynu „Rolling Stone” umieściło dwa spośród utworów formacji na liście 150 indonezyjskich utworów wszech czasów („Dan” na pozycji 29., „Melompat Lebih Tinggi” na pozycji 147.).

## Dyskografia
Źródło:
Albumy
- 1999: Sheila on 7
- 2000: Anugerah Terindah Yang Pernah Kumiliki
- 2000: Kisah Klasik Untuk Masa Depan
- 2002: 07 Des
- 2003: OST. 30 Hari Mencari Cinta
- 2004: Pejantan Tangguh
- 2004: Pria Terhebat
- 2005: Jalan Terus (The Very Best of Sheila on 7)
- 2005: 507
- 2008: Menentukan Arah
- 2011: Berlayar
- 2014: Musim Yang Baik